# クロスゲート (商業施設)
クロスゲート (CROSS GATE) は、神奈川県横浜市中区桜木町1丁目にある複合商業施設。クロスゲートシティーとも呼称される。また、高層階には横浜桜木町ワシントンホテルが入る。所有者はオリックス不動産投資法人、プロパティマネジメントは株式会社プライムプレイスが行う。

## 概要
当施設はみなとみらい地区の26街区、桜木町駅前（東側）に立地している。当施設が入る建物は地上25階（高さ約100m）・地下2階の超高層ビル（鉄骨・鉄骨鉄筋コンクリート造）となっており、1998年4月に着工し2000年9月に竣工、翌10月に開業を迎えた。
同駅東側の駅前広場からは、エスカレーターで上がることができるペデストリアンデッキにより当施設の2階に直結している。1階〜4階の低層階は商業テナントが入っており、5階はホテルのフロントやレストラン（その他のテナントあり）、6・7階の中層階はオフィスおよびその他のテナント、9階より上の高層階はホテルの客室やレストラン（24階）となっている。駐車場は地下に設置されている。
この他、屋上にはフジテレビの「お天気カメラ」（『めざましテレビ』などで放映）が2006年より設置されている。横浜の景観を代表する横浜ランドマークタワーなどのビル群を撮影できる位置として適所であったため、当施設の屋上が選ばれた。

## 横浜桜木町ワシントンホテル
みなとみらい地区における初のビジネスホテルとして当施設の高層階に2000年10月開業した。藤田観光が展開する「ワシントンホテルチェーン」の一つである。フロントは5階、客室は9階〜23階にある。

### 宿泊
総客室数は553室。20・21階には「港町横浜」をイメージし、シンプルかつモダンなデザイン取り入れた「プレミアムフロア」が設けられている。詳細はホテル公式サイト内「宿泊」を参照。
部屋の種類
- シングル（プレミアムルームもあり）
- ダブル
- セミダブル（プレミアムルームもあり）
- ツイン（プレミアムルームもあり）
- スタジオツイン
- トリプル（エキストラベッド対応）
- フォース（エキストラベッド対応）
- レディース
- バリアフリー

### レストラン
以下のレストランは宿泊客に限らず一般客も利用可能となっている。詳細はホテル公式サイト内「レストラン」および店舗サイトを参照。
- ダイニング&バー BAYSIDE（5階）
- 中国料理 東天紅（24階）

### 宴会・会議室
詳細はホテル公式サイト内「宴会・会議・MICE」を参照。
- 宴会場：4室（パーティースペース/ドルフィン/マーメイド/サンライズ）
- 会議室：3室（ローズ1〜3）

## その他のテナント・各フロアの特徴
1階の屋外にはメインエントランス広場があり、屋内のロビーギャラリーと共に各種イベントなどが催されている。特にクリスマスシーズンにはツリーが設置され、イルミネーションも施される。2階は桜木町駅前広場よりペデストリアンデッキで直結しており、ギャラリーを中心としてカフェやレストラン、ショップが置かれている。当施設の外観で特徴的な大きなゲートの真下（3階）には屋上庭園があり、みなとみらいの夜景などが見られるビュースポットとなっている。
テナントの位置等は施設公式サイト内「フロアガイド」を参照のこと。

## 交通関係

### アクセス
- JR根岸線・横浜市営地下鉄ブルーライン「桜木町駅」より徒歩約3分

※エスカレーターが設置されたペデストリアンデッキにより当施設の2階に直結。
- 桜木町駅前からは羽田空港行き空港連絡バスが朝の5本運行される。

### 駐車場
- クロスゲート駐車場（トラストパーク）[9][10]
  - 最大収容台数：120台
  - 営業時間：24時間営業

※料金は時間帯により異なる、テナントにより駐車無料サービスなどあり[11]。

## ギャラリー

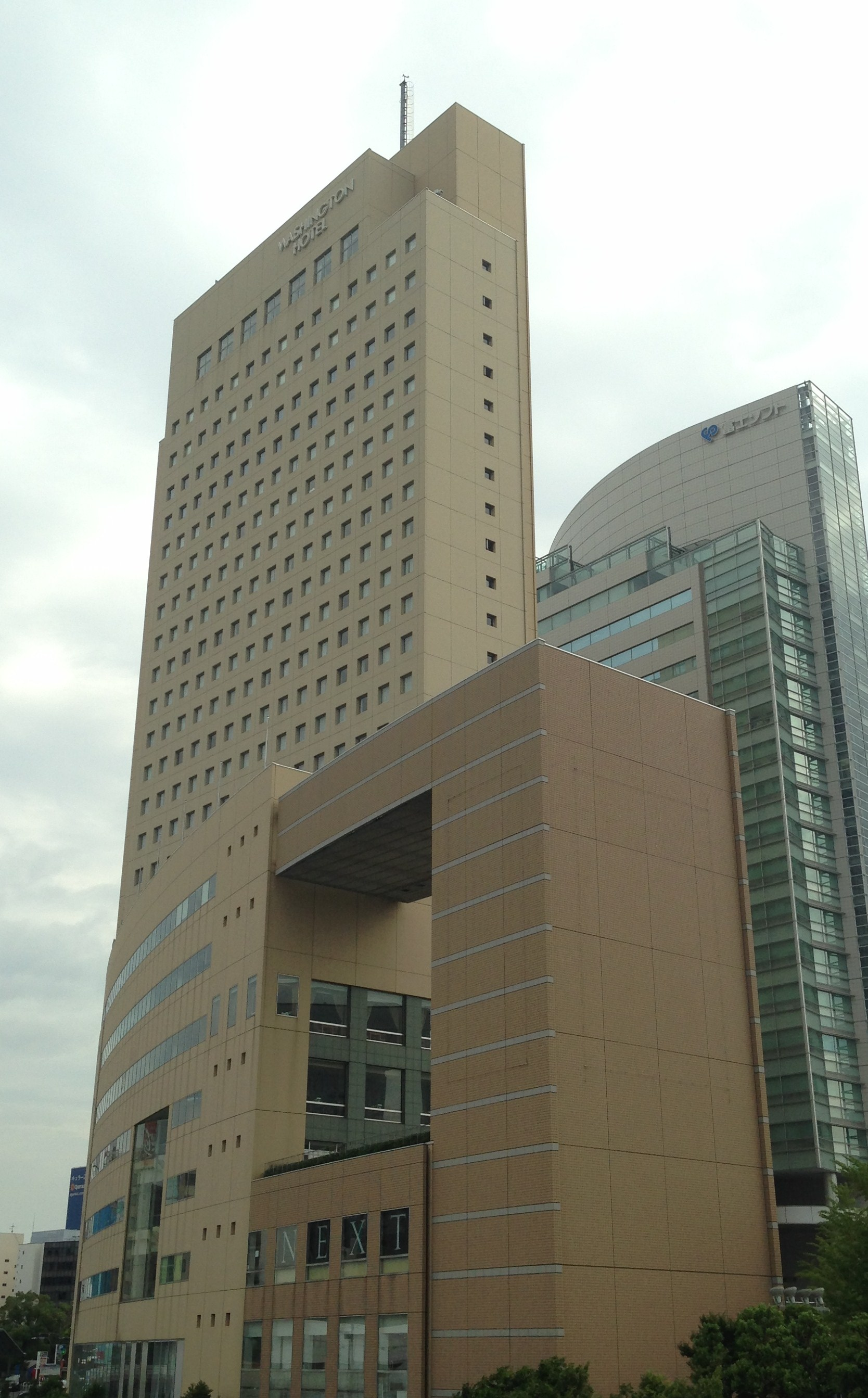
建物の外観を北西側より撮影 （建物上部には"WASHINGTON HOTEL"と英語表記されている）
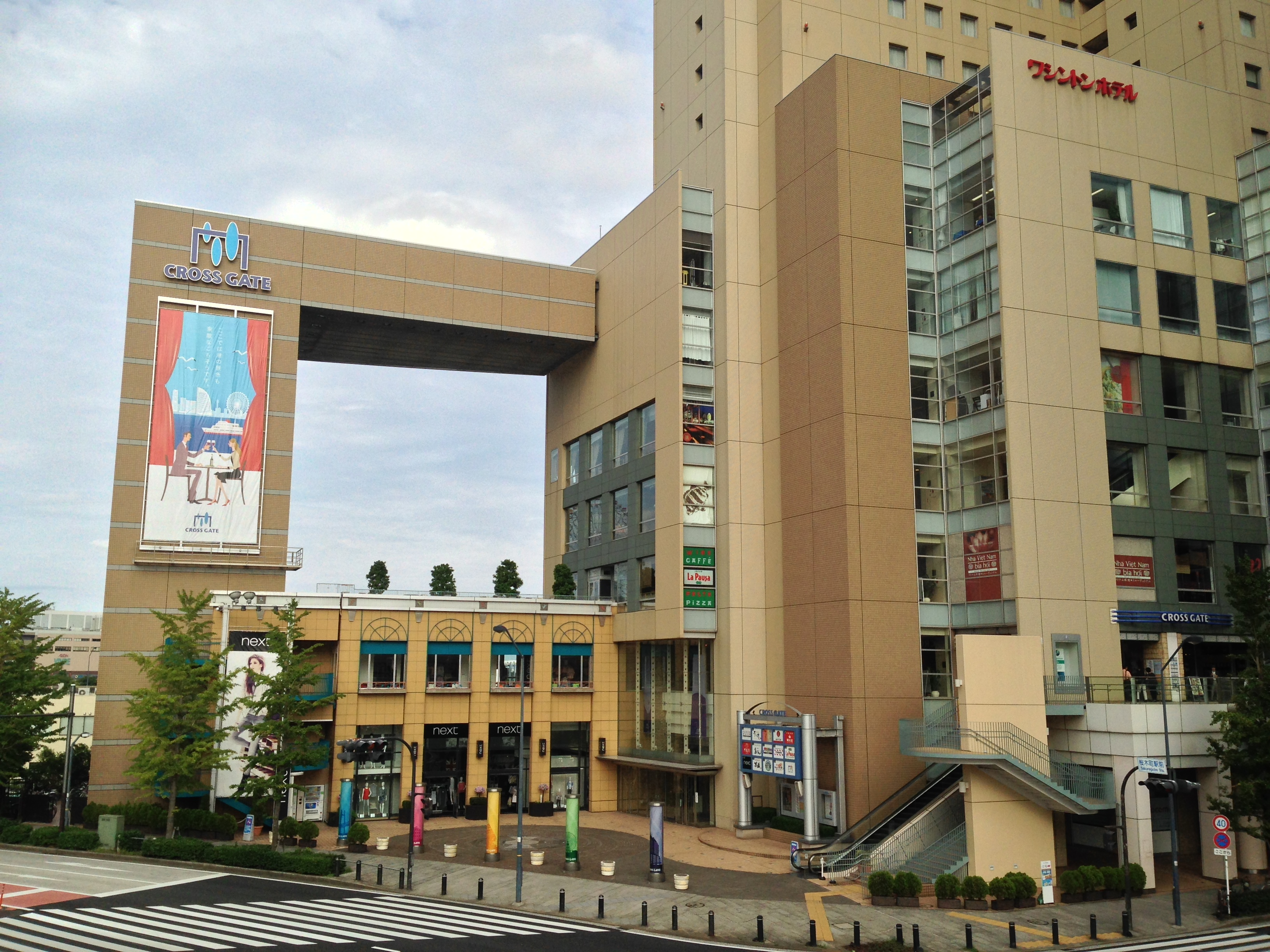
メインエントランス広場と建物低層部 （ペデストリアンデッキより撮影）
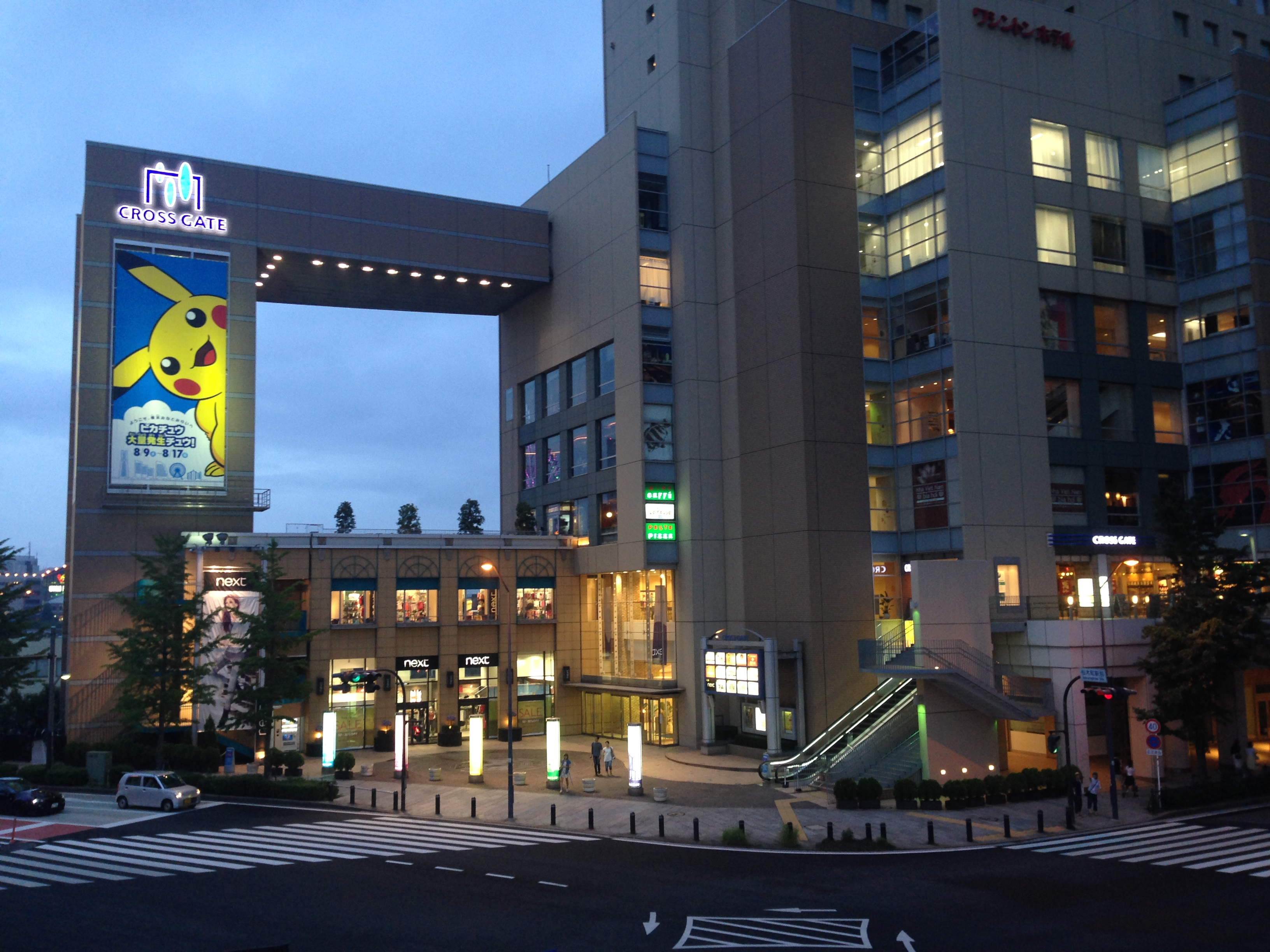
日没後のライトアップ （※ピカチュウは夏休みのイベント告知）
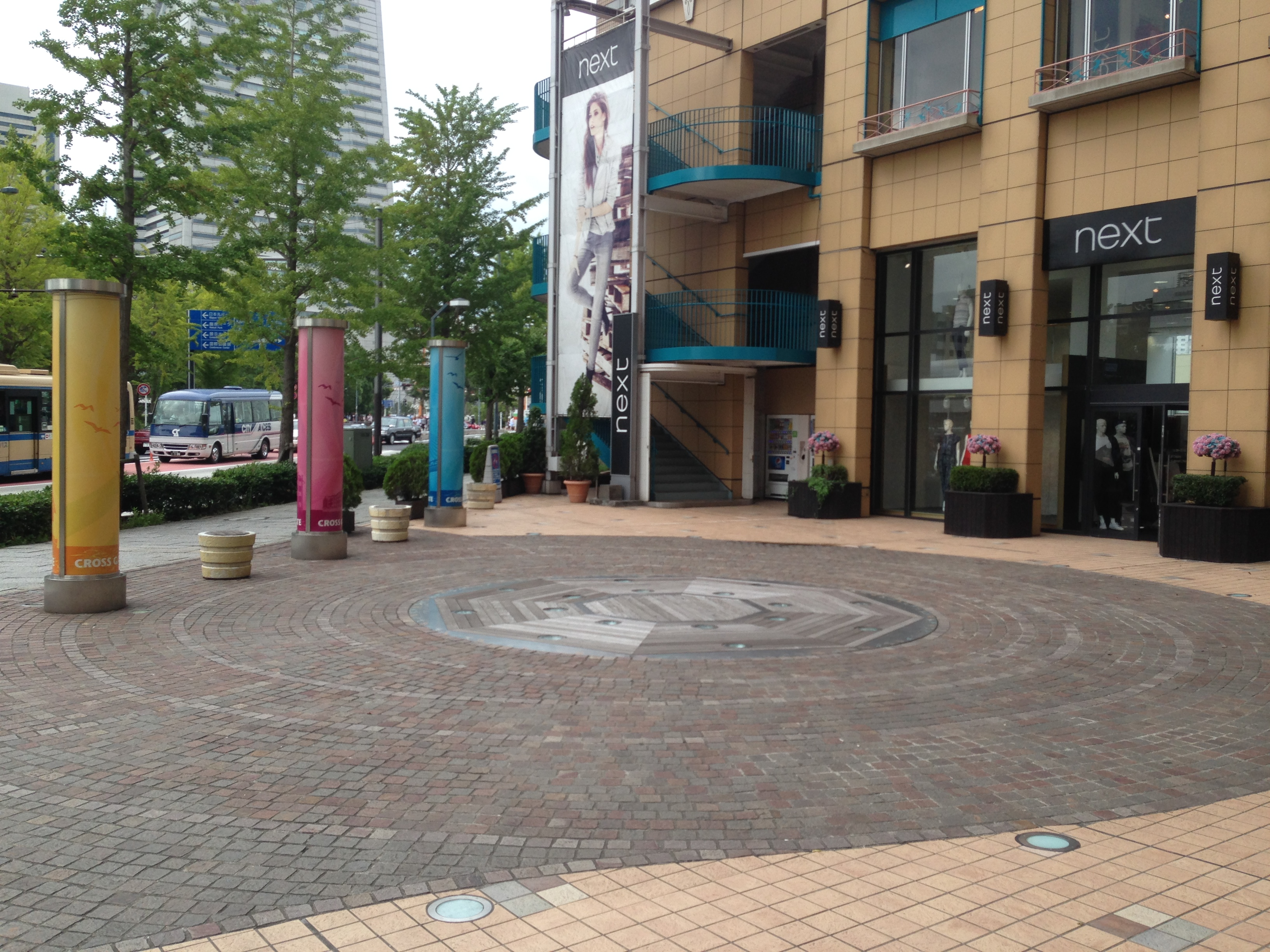
メインエントランス広場
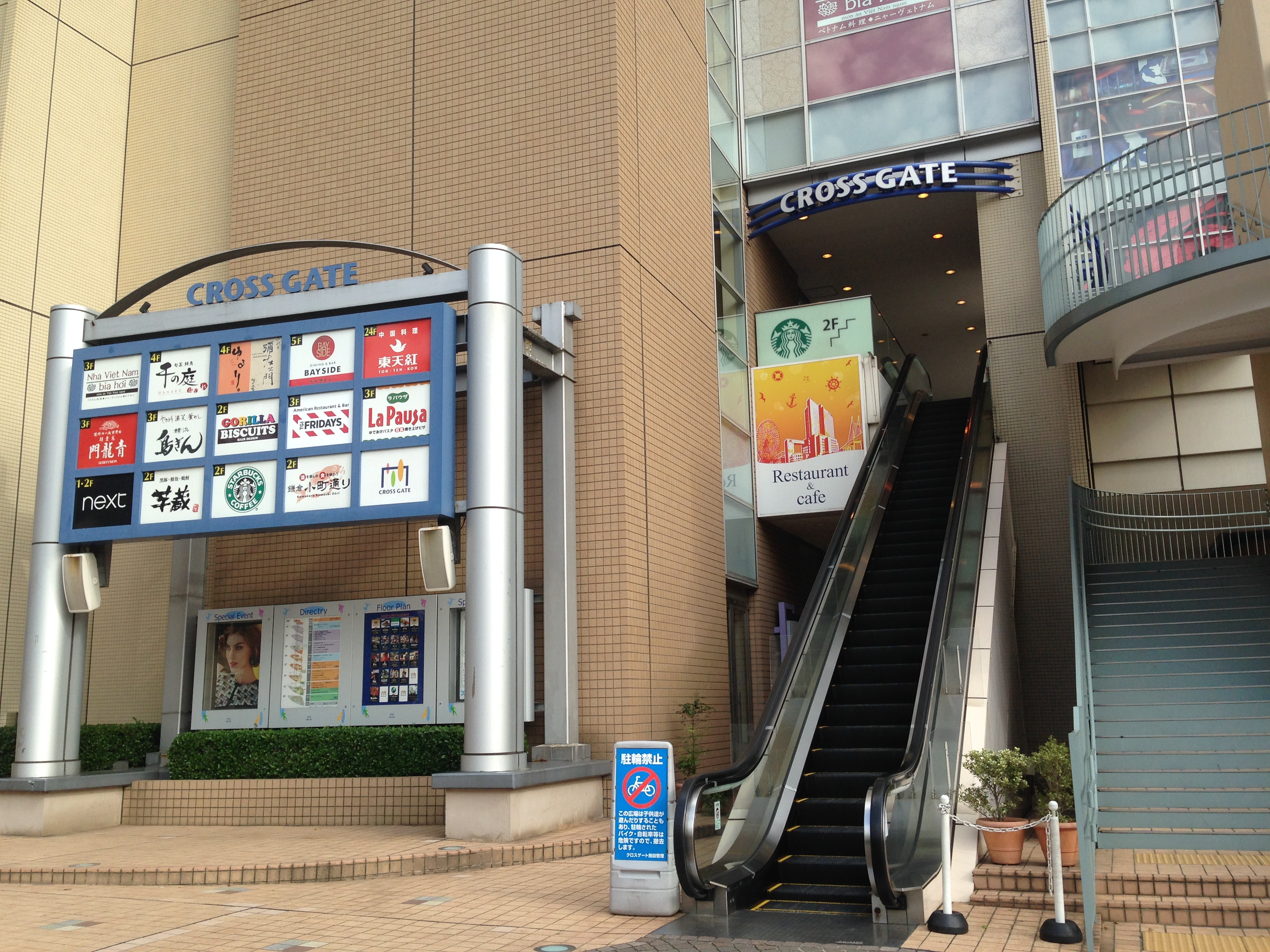
メインエントランス広場より2階へ上がるエスカレーター
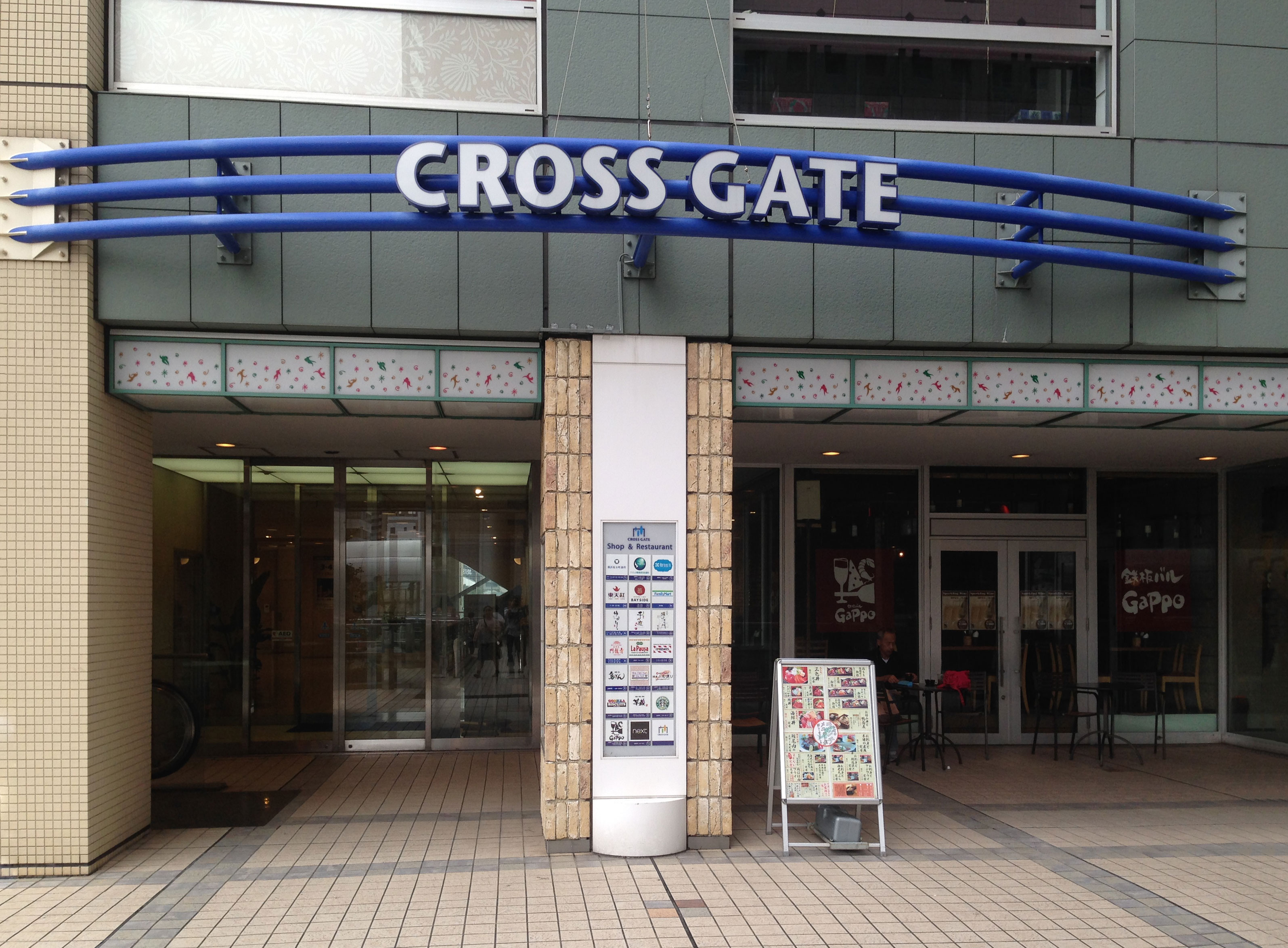
2階入口（桜木町駅前広場よりペデストリアンデッキで接続）
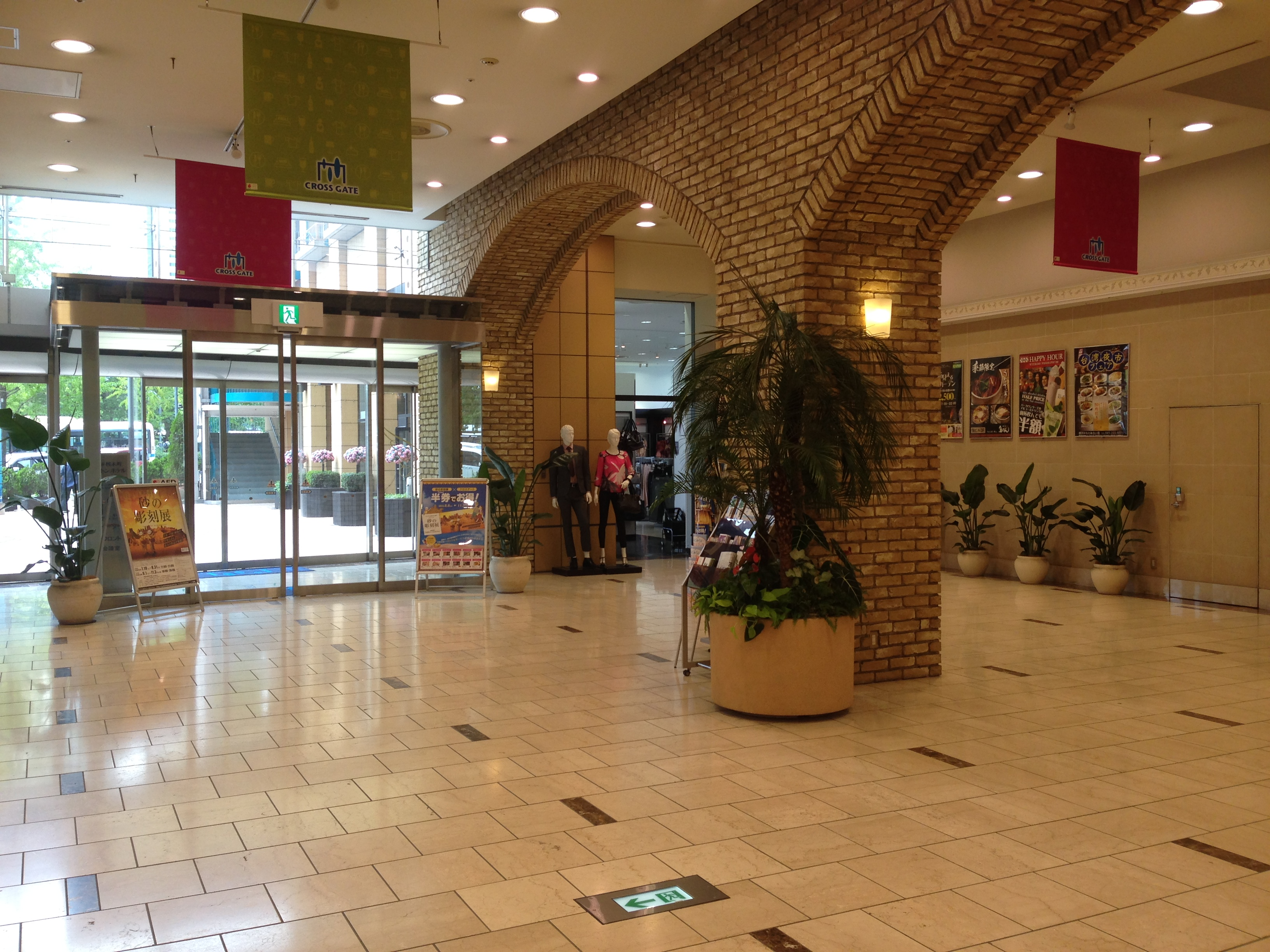
1階ロビーギャラリー
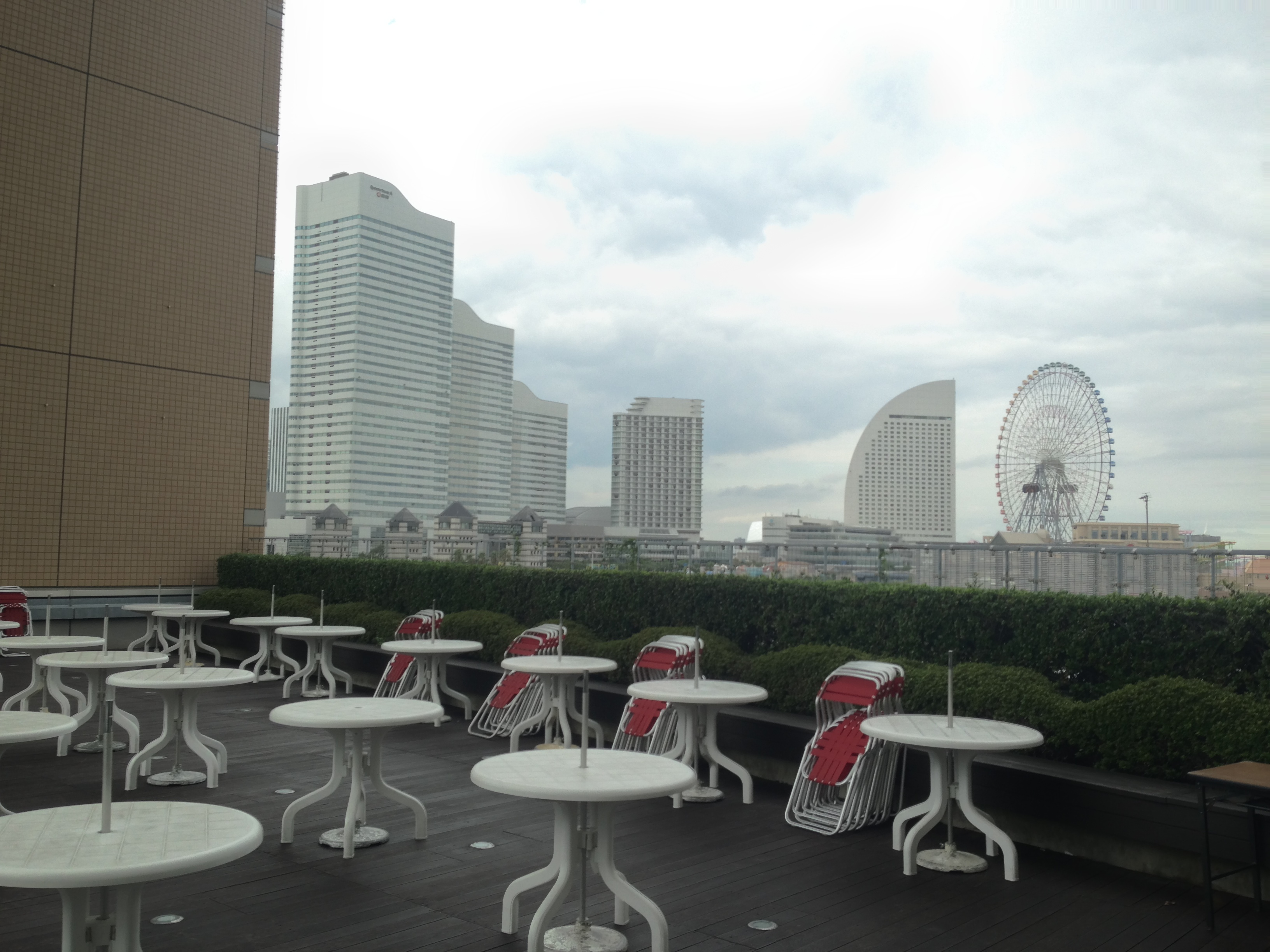
3階屋上庭園
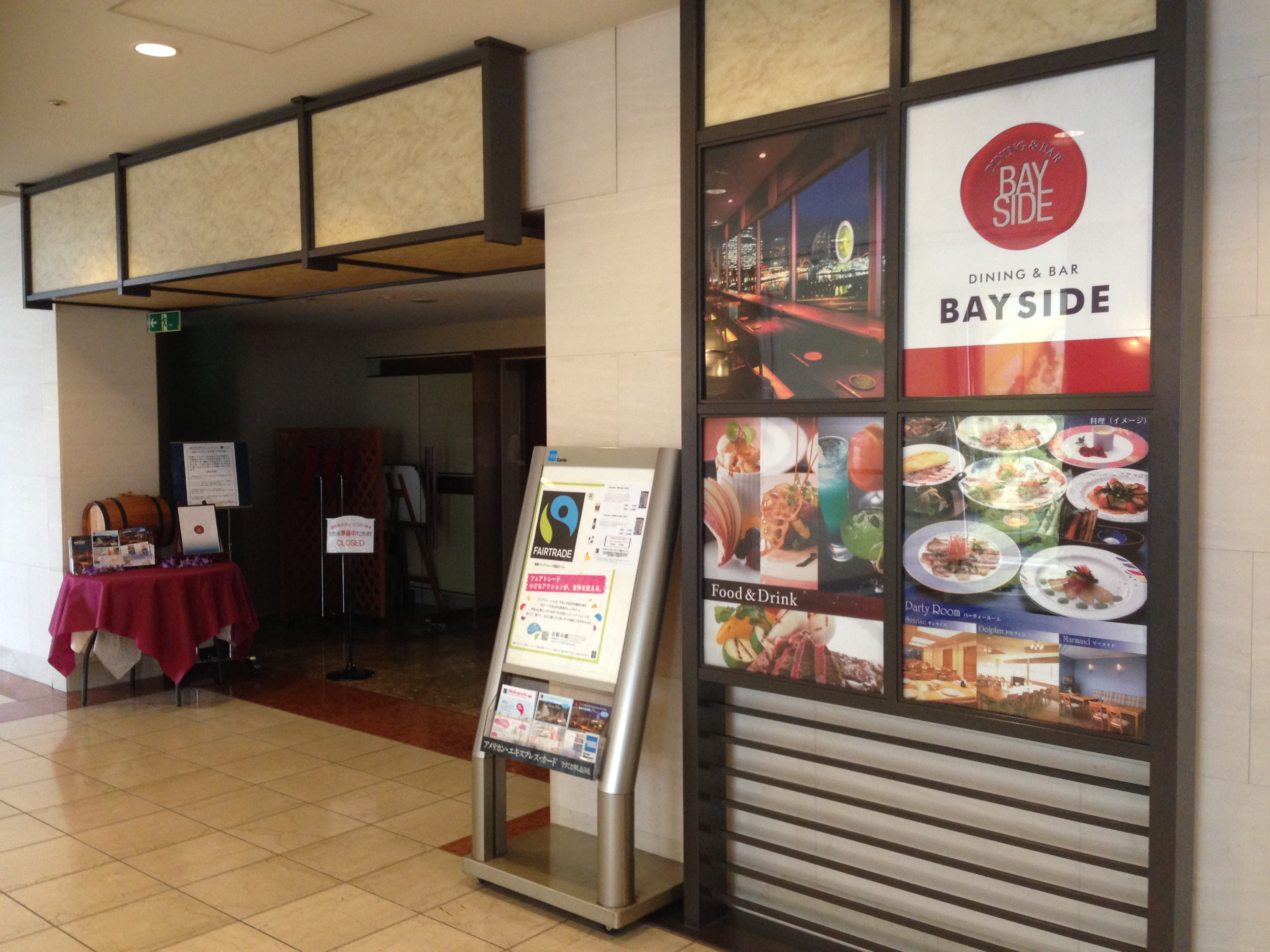
5階ダイニング&バー BAYSIDE